# Tobias Stechert
Tobias Stechert, né le 28 juillet 1985 à Fischen im Allgäu, est un skieur alpin allemand, spécialiste des épreuves de vitesse. 

## Biographie
Il est le frère de aîné de Gina Stechert, aussi skieuse alpine.
Membre du club d'Oberstdorf, il prend part à ses premières courses FIS lors de la saison 2000-2001, pour gagner pour la première fois en 2005. Il prend part aux éditions 2003 et 2005 des Championnats du monde junior. Dès 2003, il concourt dans la Coupe d'Europe, compétition dans laquelle il doit attendre 2008 pour rejoindre le top 30. Un an plus tard, il parvient à atteindre le podium à trois reprises en descente, deux fois à Wengen et une fois à Crans Montana.
En janvier 2007, il se retrouve au départ de la descente de Val d'Isère pour son premier départ en Coupe du monde, où il ne court que sporadiquement lors des deux saisons suivantes. En ouverture de la saison 2009-2010, il collecte ses premiers points avec une 21e place au super G de Lake Louise. Cependant peu après, il chute sur la descente de Val Gardena et se fait une rupture du ligament croisé antérieur au genou gauche.
Il prend part aux Championnats du monde 2011 à Garmisch-Partenkirchen en Allemagne, pour se classer 31e de la descente. En novembre 2012, il établit le meilleur résultat de sa carrière dans l'élite, en prenant la cinquième place à la descente de Lake Louise. Une semaine plus tard, à Beaver Creek, il est victime d'une blessure au cartilage au genou qui requiert une opération. Malgré six semaines de repos nécessaires, il revient a temps pour les Championnats du monde à Schladming, où il figure au 24e du super G.
En janvier 2015, il signe le deuxième meilleur résultat de sa carrière avec une septième place sur la descente de Wengen, avant de se blesser de nouveau et devoir achever sa saison prématurement.
En 2017, il décide de prendre sa retraite sportive en raison d'une nouvelle blessure au genou qui a interrompu sa saison. Il passait déjà une formation pour devenir entraîneur.

## Palmarès

### Championnats du monde
| Épreuve / Édition | Garmisch-Partenkirchen 2011 | Schladming 2013 |
| Descente          | 31e                         |                 |
| Super G           |                             | 24e             |

### Coupe du monde
- Meilleur classement général : 87e en 2013 et 2015.
- 2 top dix.

#### Classements
| Saison/Classement | Général | Général | Descente | Descente | Super G | Super G |
| Saison/Classement | Class.  | Points  | Class.   | Points   | Class.  | Points  |
| ----------------- | ------- | ------- | -------- | -------- | ------- | ------- |
| 2010              | 129e    | 10      | -        | -        | 46e     | 10      |
| 2011              | 126e    | 18      | 43e      | 18       | -       | -       |
| 2012              | 97e     | 45      | 39e      | 27       | 43e     | 18      |
| 2013              | 87e     | 46      | 34e      | 45       | 52e     | 1       |
| 2014              | 102e    | 27      | 38e      | 26       | 54e     | 1       |
| 2015              | 87e     | 57      | 32e      | 57       | -       | -       |

### Coupe d'Europe
- 3e du classement de la descente en 2009.
- 3 podiums.